# Les bostonianes
Les bostonianes (títol original: The Bostonians) és una pel·lícula dramàtica angloamericana, realitzada per James Ivory, estrenada l'any 1984.
Ha estat doblada i subtitulada al català.
És una adaptació de la novel·la The Bostonians de Henry James.

## Argument
A Boston, al final del segle xix, Olive, dona madura i afortunada, austera i tímida, soltera, militant feminista, intenta apropiar-se de Verena, jove dona encantadora i viva, que té rellevants dons d'oradora, dons explotats pel seu pare en tardes mundanes consagrades a la causa de les dones. Oliva acull Verena a sa casa, l'educa, li permet viure en un marc luxós tot mantenint-la presonera. Olive està clarament i secretament enamorada de Verena. Però aquesta no és insensible a l'encant d'un cosí d'Olive, periodista ambiciós, enamorat d'ella a primera vista però poc favorable a les idees d'emancipació de les dones. Verena vacil·la molt de temps entre la seva inclinació pel periodista tenaç i el seu reconeixement cap a Olive. Però l'amor dels dos joves l'arrossega i Oliva reprèn amb un èxit inesperat la torxa de la causa de les dones.

## Repartiment
- Christopher Reeve: Basil Ransome
- Vanessa Redgrave: Olive Chancellor
- Jessica Tandy: Mlle. Birdseye
- Madeleine Potter: Verena Tarrant
- Nancy Venedor: la Sra. Burrage
- Wesley Addy: Dr. Tarrant
- Barbara Bryne: la Sra. Tarrant
- Linda Hunt: Dra. Prance
- Charles McCaughan: el policia del Music Hall
- Nancy New: Adeline
- John Van Ness Philip: Henry Burrage
- Wallace Shawn: Mr. Pardon

## Nominacions
- Oscar a la millor actriu per Vanessa Redgrave
- Oscar al millor vestuari per Jenny Beavan i John Bright
- Globus d'Or a la millor actriu dramàtica per Vanessa Redgrave
- BAFTA al millor vestuari per Jenny Beavan i John Bright